# Dukecynus
Dukecynus magnus is een uitgestorven buideldierachtige uit de Sparassodonta. Het was een carnivoor die tijdens het Mioceen in Zuid-Amerika leefde. 

## Voorkomen
Dukecynus is bekend van fossielvondsten in de La Venta in Colombia, die 11 tot 13 miljoen jaar oud zijn.

## Kenmerken
Dukecynus was een grote sparassodont met een geschat gewicht van 68 kilogram. Dit dier had de bouw van een wolf. 